# レピュブリック駅
レピュブリック駅 (レピュブリックえき、仏：République) は、フランス・パリの3区、10区及び11区の境にあるメトロ (地下鉄) の駅。3号線、5号線、8号線、9号線及び11号線を利用することができる。
駅名は日本語で共和国駅を表す。

## 概要
レピュブリック駅は、パリの地下鉄メトロの駅。
3号線、5号線、8号線、9号線及び11号線が利用可能である。
パリ中央部のやや北東寄り、3区、10区、11区の境にあるレピュブリック広場 (共和国広場)に位置している。
1904年10月19日、3号線の駅として開業した。駅名は、レピュブリック広場にちなんで名付けられた。

## 歴史
- 1904年10月19日、メトロ3号線の駅として開業。
- 1907年11月15日、メトロ5号線の駅が開業。
- 1931年5月5日、メトロ8号線の駅が開業。
- 1933年12月10日、メトロ9号線の駅が開業。
- 1935年4月28日、メトロ11号線の駅が開業。

## 駅周辺
- デジャゼ劇場 （Théâtre Déjazet）
- レピュブリック広場 (共和国広場) (Place de la République)

## 隣の駅
パリメトロ
■3号線
タンプル駅 （Temple） - レピュブリック駅 - パルマンティエ駅 （Parmentier）
■5号線
ジャック・ボンセルジャン駅 （Jacques Bonsergent） - レピュブリック駅 - オベルカンフ駅 （Oberkampf）
■8号線
ストラスブール＝サン＝ドニ駅 （Strasbourg – Saint-Denis） - レピュブリック駅 - フィーユ・デュ・カルヴェール駅 （Filles du Calvaire）
■9号線
ストラスブール＝サン＝ドニ駅 （Strasbourg – Saint-Denis） - レピュブリック駅 - オベルカンフ駅 （Oberkampf）
■11号線
アール・エ・メティエ駅 （Arts et Métiers） - レピュブリック駅 - ゴンクール駅 （Goncourt）

## ギャラリー

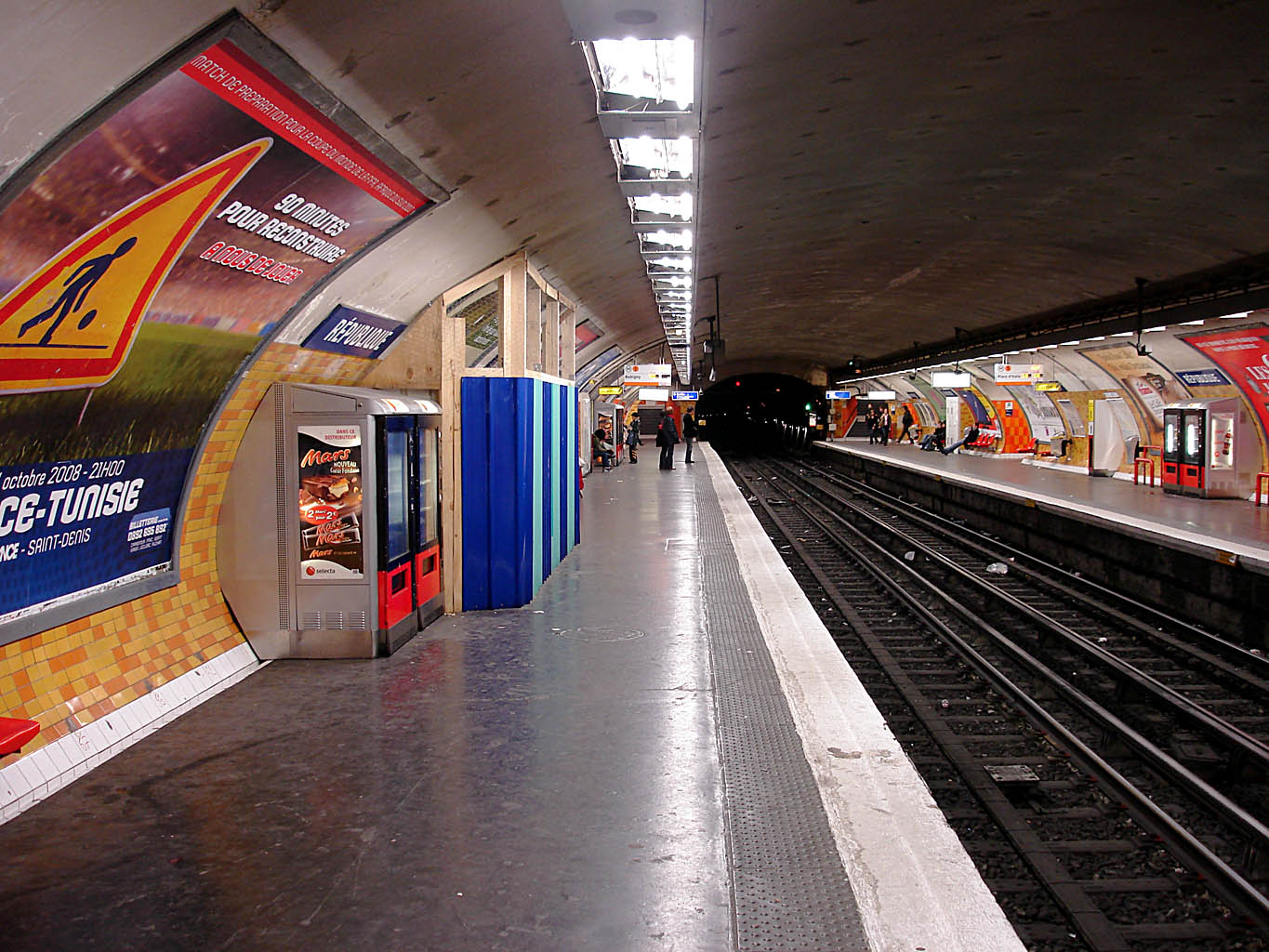
5号線のホーム
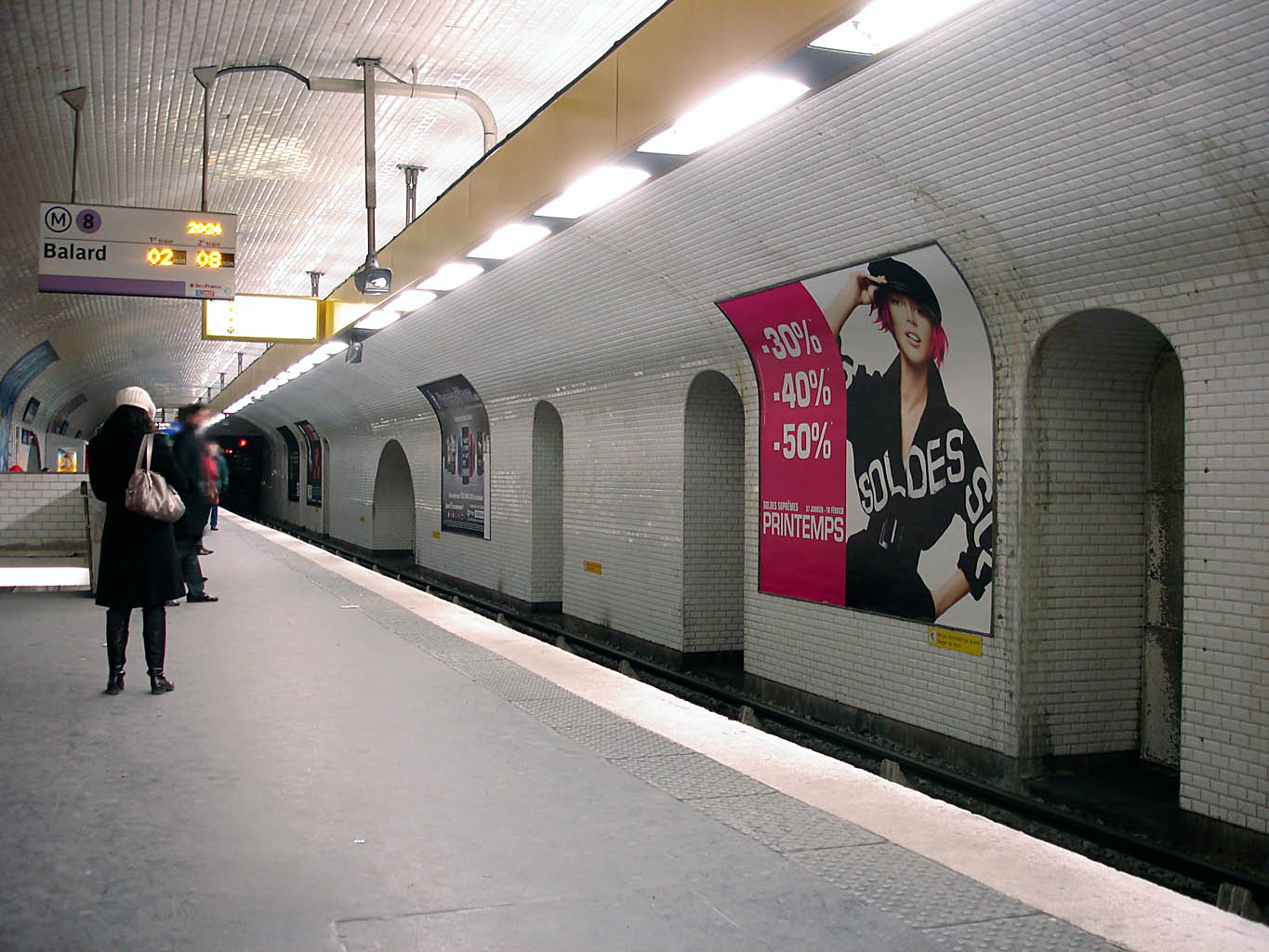
8号線のホーム
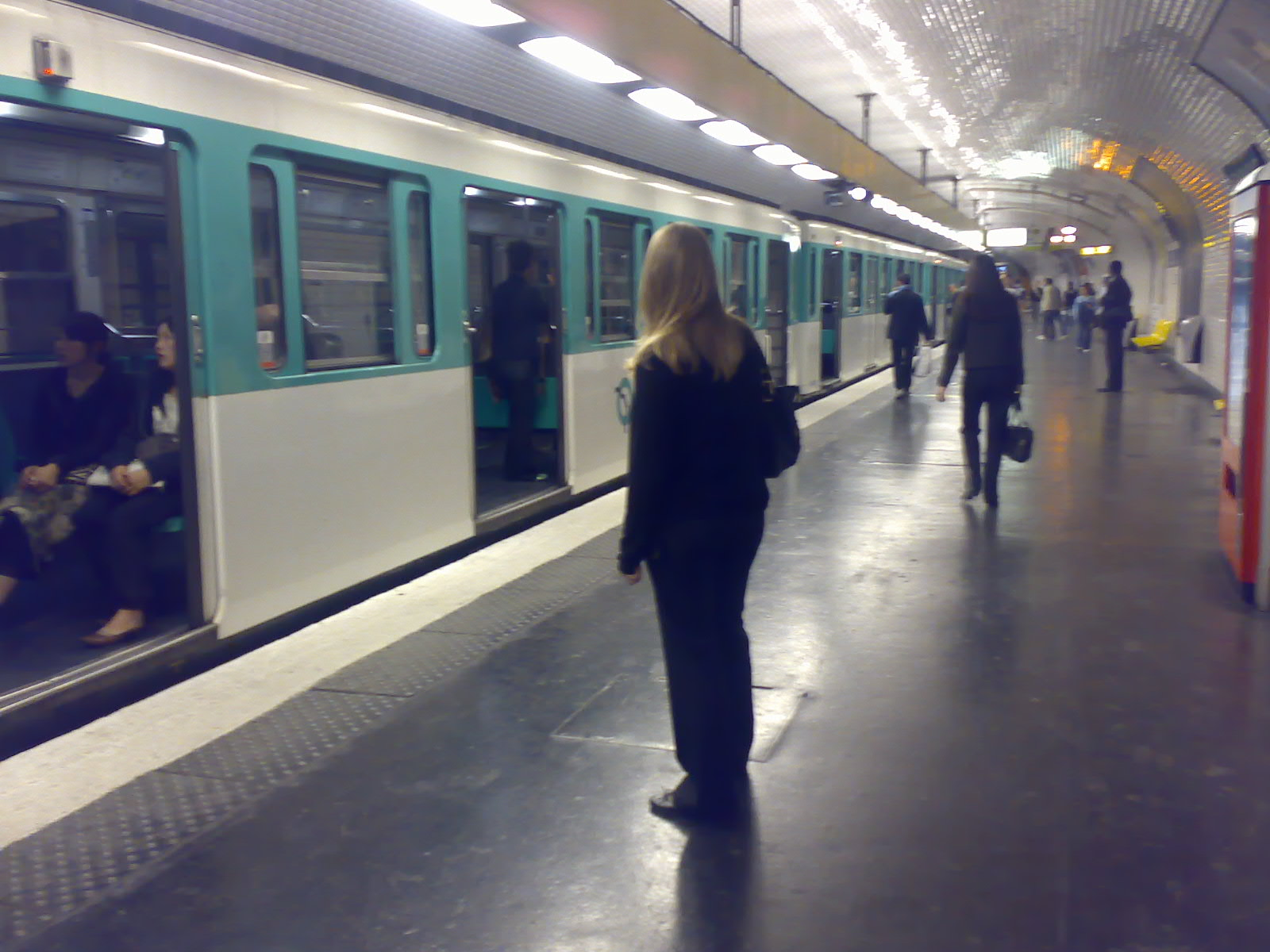
9号線のホーム
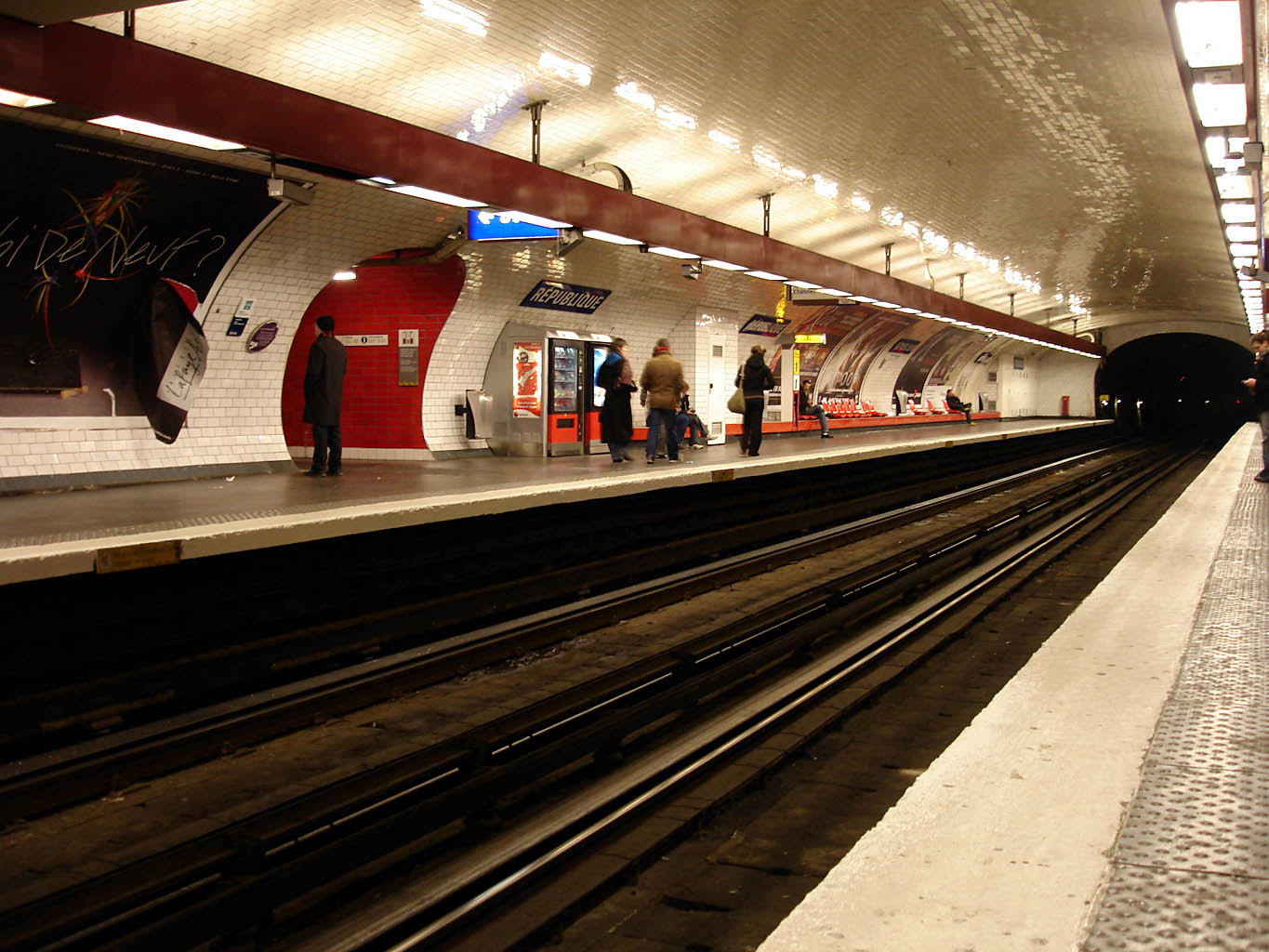
11号線のホーム